# Гергов, Николай
Николай Гергов (род. 17 марта 1978, Оряхово, Врачанская область) — болгарский борец греко-римского стиля, чемпион Европы, чемпион и призёр чемпионатов мира, участник летних Олимпийских игр 2004 года в Афинах и Олимпийских игр 2008 года в Пекине.

## Олимпиада
На Олимпиаде 2004 года в Афинах занял 14-е место. На Олимпийских играх в Пекине в 1/8 финала Гергов победил по очкам представителя Турции Шэрефа Эроглу. В следующей схватке он одержал верх над россиянином Сергеем Коваленко, а в полуфинале уступил киргизу Канатбеку Бегалиеву. В схватке за третье место Гергов уступил представителю Украины Армену Варданяну и занял итоговое пятое место.